# Géronticide
Le géronticide désigne l'homicide des personnes âgées lorsqu'il est permis ou encouragé par une société. Il est par exemple pratiqué dans le Tamil Nadu, en Inde, où il prend le nom de « Thalaikoothal ».

## Définition
Le terme « géronticide » qualifie une civilisation (ou une société) prônant, voire facilitant le suicide des vieillards.

## Pratiques

### Inde
Dans l'État du Tamil Nadu, dans le sud de l'Inde, la pratique illégale du géronticide — connue localement sous le nom de thalaikoothal — se produirait des dizaines, voire des centaines de fois par an .

### Japon
« Ubasute » (姥捨て, « abandonner une vieille femme », aussi appelée obasute et parfois oyasute 親捨て « abandonner un parent ») est une pratique mythique du géronticide au Japon, bien connu dans le folklore japonais et consistant à porter un infirme ou un parent âgé sur une montagne, ou un autre endroit éloigné et désolé, pour le laisser mourir.

### Scandinavie
« Ättestupa » est une pratique mythique du géronticide liée à la période préhistoire ou protohistorique nordique, au cours de laquelle des personnes âgées se seraient suicidées ou auraient été poussées à la mort. En Suède, le terme ättestupa a été redécouvert au XVIIe siècle, lorsque la vieille saga islandaise, Gautreks saga, a été traduite en suédois puis publiée.

## Géronticide dans les arts

### Au cinéma
- Soleil vert (Soylent Green) est un film américain d'anticipation réalisé par Richard Fleischer, sorti en 1973 et inspiré du roman de science-fiction Soleil vert (1966) de Harry Harrison[6], avec la scène du suicide assisté du personnage de Sol Roth (interprété par Edward G. Robinson

- La Ballade de Narayama de Shohei Imamura, qui a remporté la Palme d'Or en 1983 évoque Ubasute. Une vieille femme va passer une année à mettre de l'ordre dans les affaires de famille avant de préparer à mourir.

- Midsommar, film d'horreur suédo-américain écrit et réalisé par Ari Aster, sorti en 2019, des protagonistes assistent à une ättestupa.

### À la télévision
- Le concept d'« Ubasute » constitue la base du scénario de l'épisode de « La Moitié d'une vie » de Star Trek : La Nouvelle Génération.